# Jean Maillet
Pour les articles homonymes, voir Maillet.

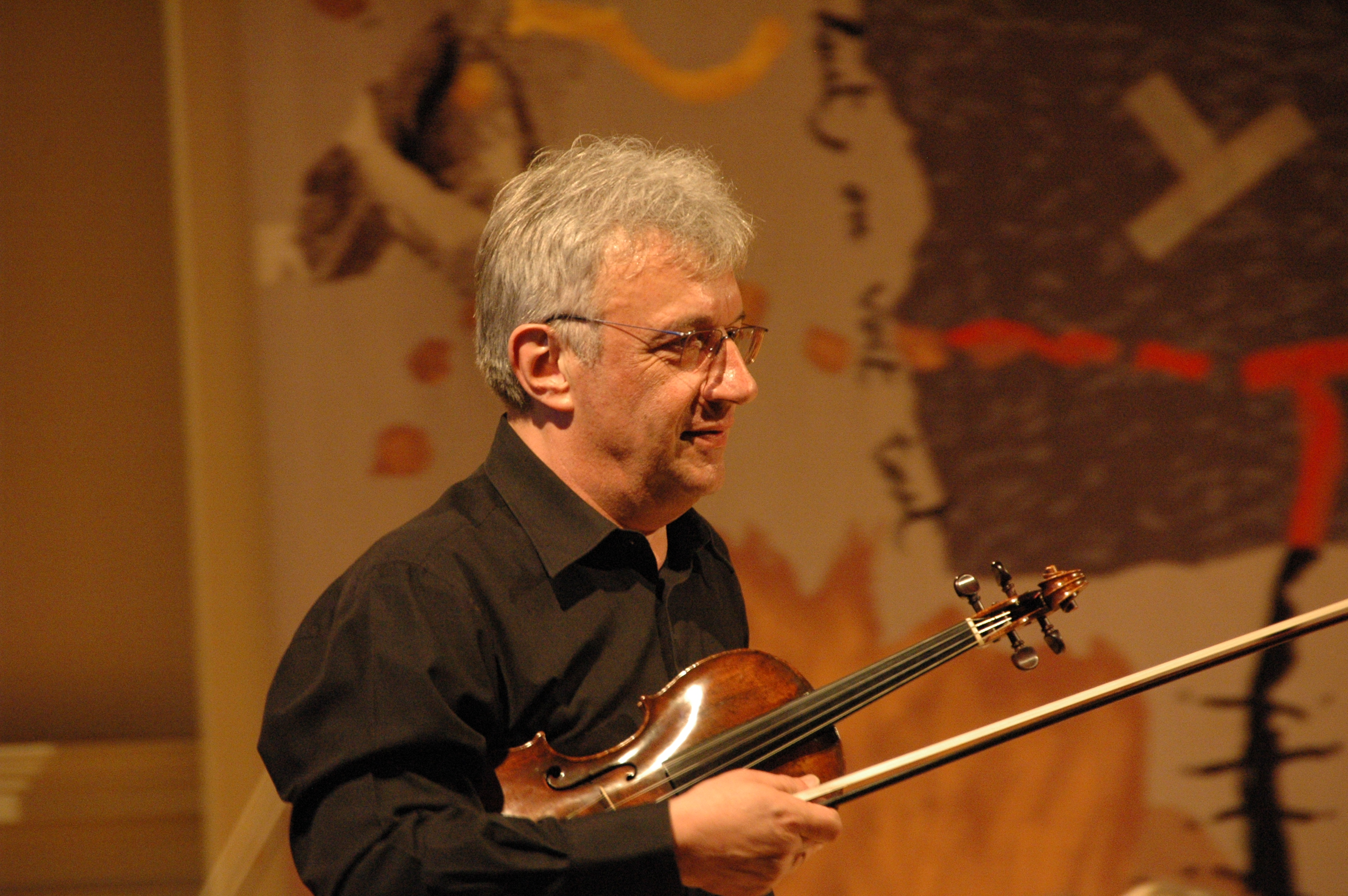

Jean Maillet est un musicien, un écrivain et un créateur de jeux de société français né en 1947 à Saintes.

## Biographie
Jean Maillet est un écrivain passionné d'étymologie. Il est également le fondateur de l'ensemble de musique baroque Mensa Sonora, composé de musiciens professionnels travaillant sur des instruments d'époque.

### Études
Études secondaires à l’École normale d’Angoulême puis à celle de Poitiers. Baccalauréat en philosophie en 1966.
Études supérieures à la Faculté des Lettres et Sciences humaines de Poitiers, au Centre de formation des professeurs de CEG de Poitiers et à l’Institut de préparation aux professorats d’enseignement du second degré de l’Université de Poitiers.

### Enseignant
- Maîtrise d’anglais en 1970 (Certificat « linguistique historique »)
- Professeur d’anglais de 1971 à 1989, successivement aux lycées de Loudun et de Bressuire
- En parallèle, activité de violoniste amateur, spécialisation « musique baroque »

### Musicien
En 1982, Jean Maillet devient violoniste baroque professionnel. Il est engagé par Philippe Herreweghe (La Chapelle Royale), William Christie (Les Arts Florissants), Jean-Claude Malgoire (La Grande Écurie et la Chambre du Roy), etc. Avec ces ensembles, Jean Maillet enregistre une quarantaine de disques, participe à de nombreuses tournées dans le monde entier et joue dans les plus grands festivals internationaux.
En 1989, après avoir mené de front, pendant 7 ans, ses carrières d’enseignant et de violoniste amateur, Jean Maillet obtient le diplôme d'État de musique ancienne, sollicite son détachement de l’Éducation nationale, devient professeur de musique baroque et fonde son propre ensemble, Mensa Sonora. Il en a assuré la direction en tant que premier violon solo pendant vingt-cinq ans.
Avec Mensa Sonora, J. Maillet a enregistré, en première mondiale, 10 CD consacrés à des compositeurs baroques « à redécouvrir » (Graupner, Cazzati, Jarzębski, Rosenmüller, etc.). Maillet et Mensa Sonora ont été engagés par de nombreux festivals dont « Les Grands Concerts Sacrés » de Paris, le Festival d’Automne de Paris et les Journées Lyriques de Chartres (directrice artistique : Ève Ruggieri), cette dernière prestation étant captée par France 2 et diffusée dans Musiques au cœur.
En tant que violoniste baroque, Jean Maillet a participé au tournage des Liaisons dangereuses de Stephen Frears et à celui de Tous les matins du monde d’Alain Corneau.

### Écrivain
Attiré par l’écriture, J. Maillet a publié un roman (Hypnose ou Un silence de mort), deux recueils de nouvelles (Aberrances ou les Mondes adjacents, prix de la nouvelle de la ville du Mans et Les Disciples) puis, en octobre 2005, le "Dico des noms propres devenus noms communs" chez Albin Michel dans la collection "Dicos d'Or" avec préface de Bernard Pivot. Toujours chez Albin Michel, J. Maillet publie en 2008 le dico étymo, inventaire des étymologies surprenantes dans la collection "Le Magasin des curiosités", dirigée par Laure Paoli. Aux éditions de l'opportun, dans la collection "les timbrés de l'orthographe" dirigée par Jean-Pierre Colignon, J. Maillet publie "L'histoire étonnante de 101 noms propres devenus noms communs", paru en octobre 2010; de nombreux autres titres suivront (voir bibliographie).

### Créateur d'un jeu de société
Intéressé par une approche ludique de la langue française, Jean Maillet invente le jeu de société Étymos, « Le jeu dément du démon des mots », édité par J.T.S. en janvier 2003.
Étymos reçoit aussitôt la médaille d’or du concours Lépine (Salon International du Jeu et du Jouet), puis, toujours en 2003, le premier prix du Salon aquitain de l’invention ainsi qu’une médaille de bronze au mondial de l’invention.
Étymos est sélectionné dès septembre 2003 par la Boutique du magazine Lire.
Sollicité par Stéphane Chabenat, Jean Maillet développe l’une des cinq rubriques du jeu Étymos. C’est la genèse du Dico des noms propres devenus noms communs.

### Conférencier, collaborateur de magazines
Des associations telles que les Universités Inter-Âge ou les Universités du Temps libre sollicitent régulièrement Jean Maillet pour des conférences sur la musique baroque ou la linguistique (lexicologie, étymologie).
Il est également appelé à collaborer à certains numéros spéciaux de magazines tels que L'Express, le Point ou Timbrés de l'Orthographe.

## Publications
Source : Catalogue Bn-Opale Plus
- Hypnose ou Un Silence de mort, roman, Le Cercle d'Or, Les Sables-d'Olonne, 1974, 140 p.
- Aberrances ou les Mondes adjacents, nouvelles, ill. de Gérard Arnaud, Hérault, Maulévrier, 1981, 130 p.  (ISBN 2-903851-00-X)
- Les Disciples, nouvelles, Hérault, Maulévrier, 1990, 160 p.
- Dico des noms propres devenus noms communs, préface de Bernard Pivot, Albin Michel, Paris, 2005, 342 p.
- Dico étymo, inventaire des étymologies surprenantes, Albin Michel, Paris, 2008, 335 p.
- Poubelle, Colt, Béchamel, Silhouette et les autres : l'histoire étonnante de 101 noms propres devenus noms communs, préface de Jean-Pierre Colignon, éditions de l'Opportun, novembre 2010, 158 p.
- Il vaut mieux s'adresser au bon Dieu qu'à ses saints et 101 autres expressions d'inspiration divine,  préface de Jean-Pierre Colignon, éditions de l'Opportun, janvier 2011, 158 p.
- Attendre 107 ans et toutes les autres expressions qui comptent, éditions de l'Opportun, mars 2011, 176 p.
- Malin comme un singe, rire comme une baleine, origine, histoire et signification précise de 102 expressions zoologiques, préface de Jean-Pierre Colignon, éditions de l'Opportun, mai 2011, 158 p.
- Avec Jean-Pierre Rodriguez, Pas besoin d'avoir fait l'ENA pour tout savoir sur la politique française, petit cahier-test de 400 questions, éditions de l'Opportun, septembre 2011, 203 p.
- 365 expressions de nos grands-mères, éditions de l'Opportun, septembre 2012, 366 p., réédité en collection "poche" en janvier 2015.
- 500 expressions expliquées, commentées et documentées, éditions de l'Opportun, collection "poche" mars 2013, 714 p.
- Le Tour de France en 300 sommets, éditions de l'Opportun, septembre 2013, 520 p.
- Langue française, arrêtez le massacre! éditions de l'Opportun, septembre 2014, 304 p., réédité en collection "poche" en septembre 2015.
- Messieurs les Anglais, pillez les premiers!, éditions de l'Opportun, mars 2016, 476 p.
- 100 anglicismes à ne plus jamais utiliser, éditions du Figaro Littéraire, mars 2016, 160 p.
- Langue française, le massacre continue!, éditions de l'Opportun, août 2016, 267;p.
- Inoubliables expressions de grand-mère, éditions de l'Opportun, novembre 2016, 432 p.
- Le fabuleux destin des noms propres devenus communs, éditions du Figaro littéraire, janvier 2017, 136 p.
- 500 expressions populaires décortiquées, éditions de l'Opportun, octobre 2017, 800 p.
- 5 minutes par jour pour ne plus faire de fautes , éditions de l'Opportun, mars 2018, 604 p.
- 5 minutes par jour pour ne plus faire de fautes , éditions du Figaro littéraire, avril 2018, 605 p.
- Les Face-à-face de l'histoire , éditions de l'Opportun, avril 2019, 304 p.
- 5 minutes par jour, pas plus, pour améliorer votre anglais , éditions de l'Opportun, septembre 2020, 288 p.
- Dictionnaire étymologique des hydronymes et toponymes nautiques de la France. préface de Jean Pruvost, éditions Honoré Champion, mai 2022, 672 p.

## Discographie
Source : Catalogue Bn-Opale Plus
- Giovanni Paolo Cima, Maurizio Cazzati, Giovanni Legrenzi (et al.), comp. ; Ensemble Mensa sonora, ens. instr. ; Jean Maillet, dir., Joyaux baroques. De l'Italie à la Bohême, Poly-Art Records, 1993, 1 CD
- Johann Christoph Graupner, comp. ; Ensemble Mensa Sonora ; Jean Maillet, vl, dir., Veilhan, Jacquemart, Testu, Trois Ouvertures pour chalumeaux et orchestre, Arion-Vérany, 1994, 1 CD
- Antonio Vivaldi, Arcangelo Corelli, Heinrich Ignaz Franz Biber (et al.), comp. ; Ensemble Mensa sonora, ens. instr. ; Jean Maillet, vl, dir., De la Bohème à l'Italie baroque, Auvidis-Vérany, 1995, 1 CD
- Paganelli, Telemann, Fasch, Graupner, Hoffmeister, comp. ; Ensemble Mensa Sonora. ; Jean Maillet, vl, dir., Veilhan, Lorho, Concertos pour chalumeaux, Arion-Vérany, 1995, 1 CD
- Giuseppe Antonio Paganelli, Georg Philipp Telemann, Johann Friedrich Fasch (et al.), comp. ; Ensemble Mensa sonora, ens. instr. ; Jean Maillet, vl, dir. ; Jean-Claude Veilhan, Le chalumeau baroque : concertos inédits du XVIIIe siècle, Auvidis-Vérany, 1996, 1 CD
- Maurizio Cazzati, comp. ; Ensemble Mensa Sonora ; Jean Maillet, vl, dir., Sonates pour deux violons & continuo, opus XVIII, Auvidis-Vérany, 1997, 1 CD
- Antonio Vivaldi, comp. ; Ensemble Mensa Sonora ; Jean Maillet, vl, dir., 12 sonates en trio, opus I, Arion-Vérany, 1998, 2 CD
- Adam Jarzębski, comp. ; Ensemble Mensa Sonora ; Jean Maillet, vl, dir., Canzoni e concerti, Arion-Vérany, 1999, 1 CD
- Giovanni Paolo Cima, Adam Jarzębski, Maurizio Cazzati (et al.), comp. ; Ensemble Mensa sonora, ens. instr. ; Jean Maillet, vl, dir., Anniversaire baroque, Arion-Vérany, 2000, 1 CD
- Georg Friedrich Haendel, comp. ; Jean Maillet, vl, dir., Arie e lagrime : operatic arias & trio sonatas (Op. V n ° 1, 2, 4, 5), Arion-Vérany, 2001, 1 CD
- Johann Rosenmüller, comp. ; Ensemble Mensa Sonora ; Jean Maillet, vl, dir., Sonate a 2, 3, 4e 5 stromenti da arco & altri, 1682, Arion-Vérany, 2002, 1 CD
- Arcangelo Corelli, comp. ; Ensemble Mensa Sonora ; Jean Maillet, vl, dir., Sonates de l'Opus I, Arion-Vérany, 2003, 1 CD